# Ааронсбург (округ Вашингтон, Пенсільванія)
Ааронсбург (англ. Aaronsburg) — переписна місцевість (CDP) в США, в окрузі Вашингтон штату Пенсільванія. Населення — 361 особа (2020).

## Географія
Ааронсбург розташований за координатами 40°0′39″ пн. ш. 80°0′3″ зх. д. / 40.01083° пн. ш. 80.00083° зх. д. (40.010868, -80.000920).  За даними Бюро перепису населення США в 2010 році переписна місцевість мала площу 1,43 км², уся площа — суходіл.

## Демографія
Згідно з переписом 2010 року, у селищі мешкало 259 осіб у 99 домогосподарствах у складі 72 родин. Густота населення становила 181 особа/км².  Було 122 помешкання (85/км²).
Расовий склад населення:
| - 90,7 % — білих - 1,5 % — чорних або афроамериканців - 1,2 % — корінних американців |

До двох чи більше рас належало 6,6 %. Частка іспаномовних становила 1,5 % від усіх жителів.
За віковим діапазоном населення розподілялося таким чином: 27,4 % — особи молодші 18 років, 58,3 % — особи у віці 18—64 років, 14,3 % — особи у віці 65 років та старші. Медіана віку мешканця становила 36,6 року. На 100 осіб жіночої статі у селищі припадало 89,1 чоловіків;  на 100 жінок у віці від 18 років та старших — 91,8 чоловіків також старших 18 років.
Середній дохід на одне домашнє господарство  становив 51 361 долар США (медіана — 60 268), а середній дохід на одну сім'ю — 55 685 доларів (медіана — 61 250). За межею бідності перебувало 29,5 % осіб, у тому числі 0,0 % дітей у віці до 18 років та 42,3 % осіб у віці 65 років та старших.
Цивільне працевлаштоване населення становило 75 осіб. Основні галузі зайнятості: публічна адміністрація — 25,3 %, будівництво — 18,7 %, транспорт — 14,7 %.